# Grand Prix Pino Cerami 2008
Il Grand Prix Pino Cerami 2008, quarantatreesima edizione della corsa e valida come evento dell'UCI Europe Tour 2008 categoria 1.1, si svolse il 10 aprile 2008 su un percorso totale di circa 194,1 km. Fu vinto dallo svizzero Patrick Calcagni che terminò la gara in 4h38'22", alla media di 41,837 km/h.
Partenza con 122 ciclisti, dei quali 84 portarono a termine il percorso.

## Ordine d'arrivo (Top 10)
| Pos. | Corridore           | Squadra    | Tempo    |
| ---- | ------------------- | ---------- | -------- |
| 1    | Patrick Calcagni    | Barloworld | 4h38'22" |
| 2    | Giovanni Visconti   | QuickStep  | s.t.     |
| 3    | James Vanlandschoot | Mitsubishi | s.t.     |
| 4    | Paul Moucheraud     | Roubaix    | s.t.     |
| 5    | Benny De Schrooder  | An Post    | s.t.     |
| 6    | Danilo Wyss         | BMC        | s.t.     |
| 7    | Carlo Scognamiglio  | Barloworld | s.t.     |
| 8    | Alexandre Lemair    | Roubaix    | s.t.     |
| 9    | Daniel Lloyd        | An Post    | s.t.     |
| 10   | Kevyn Ista          | Agritubel  | s.t.     |